# カウント・ファイブ
カウント・ファイブ（Count Five）は1964年にカリフォルニア州サンノゼで結成されたアメリカのガレージ・ロック・バンドで、シングル「Psychotic Reaction」のヒットで知られる。

## 背景
バンドは1964年、リード・ギタリストのジョン・"マウス"・ミハルスキー（1948年、オハイオ州クリーブランド生まれ）とベーシストのロイ・チェイニー（1948年、インディアナ州インディアナポリス生まれ）によって結成された。2人は高校時代の友人で、以前はいくつかの短命に終わったバンド、特にザ・シテーションズというサーフ・ロック・グループで活動していた。ブリティッシュ・インヴェイジョンの影響を受け、バンドは音楽の方向性を変えた。短期間、ザ・スクワイヤーズという名前で活動した後、数回のメンバーチェンジを経て、カウント・ファイブが誕生した。ジョン・"ショーン"・バーン（1947～2008年、アイルランド・ダブリン出身）はリズム・ギターとリード・ヴォーカルを、ケン・エルナーはリード・ヴォーカルを担当しながらタンバリンとハーモニカを、クレイグ・"ブッチ"・アトキンソン（1947～1998年、カリフォルニア州サンノゼ出身）はドラムをそれぞれ担当した。カウント・ファイブは、ライブの際にドラキュラ伯爵風のマントを着用する習慣で知られていた。
「サイコティック・リアクション」は、ガレージ・ロックの重要な定番曲として知られている 、当初バーンによって考案され、グループはそれを改良してライブ・セットのハイライトにした。この曲は、スタンデルズやヤードバーズといった現代のミュージシャンのスタイルに影響を受けている。ロサンゼルスを拠点とするダブル・ショット・レコードと契約するまで、バンドはいくつかのレコード会社に断られた。"Psychotic Reaction "はシングルとしてリリースされ、1966年末の全米チャートで5位を記録した。バンドは短期間限定的な成功を収めたが、唯一のヒット曲が世間一般の記憶から消えた時点で、完全に姿を消した。5人のメンバーのうち4人（当時17歳から22歳）が大学の学位取得を目指したことも、音楽業界でのキャリアの可能性を後退させた。バンド引退の数ヶ月前、最年少の17歳だったデヴィッド・ユージーン・マクダウェルが、バンドとしての最後の数ヶ月間、ギタリストとしてグループに参加した。彼はその後、ビリー・ニックス・アンド・ザ・アイディアルズのベーシストとして参加した。
1969年までにカウント・ファイブは解散した、しかし彼らの記憶は、ロック・ジャーナリストのレスター・バングスによる1971年のエッセイ "Psychotic Reactions and Carburetor Dung"で不滅のものとなった。そのエッセイの中でバングスは、（サイコティック・リアクションの後に）いくつかのアルバムをリリースしたバンドを評価している『Carburetor Dung』、『Cartesian Jetstream』、『Ancient Lace and Wrought-Iron Railings』、『Snowflakes Falling On the International Dateline』などだ。しかし、これらの後続アルバムは、バングス自身の想像の中以外には存在しなかった。
カウント・ファイブが再結成したのは、1987年4月11日、カリフォルニア州サンタクララのクラブで行われた "ワン・ステップ・ビヨンド "というコンサートの一度きりだ。この公演は『Psychotic Reunion LIVE！』としてリリースされている。
この曲「Psychotic Reaction」は、ヴィム・ヴェンダース監督の映画『都会のアリス』（1974年）の初期のシーンや、『センス・オブ・ア・エンディング』（2017年）のパーティーシーンでジュークボックスから流れているのを聴くことができる。また、HBOのドラマシリーズ『Vinyl』のシーズン1のフィナーレでも聴くことができる。1972年のコンピレーション・アルバム『ナゲッツ：オリジナル・アーティファクト・フロム・ザ・ファースト・サイケデリック・エラ、1965-1968』にも収録されている。
クレイグ・アトキンソンは1998年10月13日（火）に死去。ジョン・バーンは2008年12月15日（月）、肝硬変のため61歳で死去した。
ロイ・チェイニーは1990年代に、バーンと、オリジナル・グループの最後のバージョンで演奏していたドラマーのロコ・アストレラ（1951年3月20日〜2014年3月1日）と共に、ザ・カウントという新しいバンドを結成した。カウントは2002年にデビューCD『Can't Sleep』をリリース。2006年、カウント・ファイヴはサンノゼ・ロックの殿堂入りを果たした最初のバンドのひとつである。

## メンバー
- ジョン・"ショーン"・バーン - リード・ヴォーカル、リズム・ギター（2008年没）
- ケン・エルナー - バッキング・ヴォーカル、リード・ヴォーカル、タンバリン、ハーモニカ
- ジョン・"マウス"・ミハルスキー - リード・ギター
- ロイ・チェイニー - ベース・ギター
- クレイグ・"ブッチ"・アトキンソン - ドラム（1998年没）
- デヴィッド・ユージーン・マクドウェル（David "Dave" Eugene McDowell） リード・ギター、最後の最年少メンバー（1952年生まれ）

## ディスコグラフィー

### アルバム
- Psychotic Reaction (1966) US # 122[12]

### コンピレーション
- Dynamite Incidents (1983)
- Psychotic Reaction (1987)
- Rarities: The Double Shot Years (2014)

### ライヴアルバム
- Psychotic Reunion LIVE! (1987)

### シングル
- "Psychotic Reaction" / "They're Gonna Get You" (1966) US # 5[13]
- "Peace of Mind" / "The Morning After" (1966) US # 125
- "You Must Believe Me" / "Teeny Bopper, Teeny Bopper" (1967)
- "Merry-Go-Round" / "Contrast" (1967)
- "Revelation in Slow Motion" / "Declaration of Independence" (1968)
- "Mailman" / "Pretty Big Mouth" (1969)[4]